# شوسوكي شيمادا
شوسوكي شيمادَ (باليابانية: 島田 周輔) (10 يوليو 1976 في كاناغاوا في اليابان – )؛ هو لاعب كرة قدم ياباني سابق كان يلعب كمهاجم.

## وصلات خارجية
- شوسوكي شيمادا على موقع رابطة كرة القدم اليابانية للمحترفين (اليابانية)
- شوسوكي شيمادا على موقع عالم كرة القدم.نت (الإنجليزية)